# Akito Fukuta
Akito Fukuta (jap. 福田 晃斗, Fukuta Akito; * 1. Mai 1992 in der Präfektur Mie) ist ein japanischer Fußballspieler.

## Karriere
Akito Fukuta erlernte das Fußballspielen in der Schulmannschaft der Yokkaichi Chuo Technical High School sowie in der Mannschaft des National Institute of Fitness and Sports Kanoya. Von hier aus wurde er zweimal an Sagan Tosu ausgeliehen. Die erste Ausleihe erfolgte von August 2013 bis Januar 2014, die zweite Ausleihe von März 2014 bis Januar 2015. Nach Ende der Ausleihe wurde er von Sagan Tosu Anfang 2015 fest verpflichtet. Der Verein aus Tosu, einer Stadt in der Präfektur Saga auf der Insel Kyūshū, spielte in der höchsten Liga des Landes, der J1 League. Mit Sagan Tosu nahm er 2019 am Lunar New Year Cup, einem Turnier in Hongkong, teil. Hier verlor man im Finale gegen Shandong Taishan mit 1:3. Bis 2019 absolvierte er für Sagan 89 Erstligaspiele. Anfang 2020 nahm ihn Ligakonkurrent Shonan Bellmare aus Hiratsuka unter Vertrag. Hier stand er bis August 2020 unter Vertrag. Mitte August 2020 unterschrieb er einen Vertrag beim Zweitligisten Albirex Niigata. Für den Zweitligisten aus Niigata bestritt er 40 Ligaspiele. Zu Beginn der Saison 2022 wechselte er zum Erstligisten Sagan Tosu. Am Ende der Saison 2024 belegte er mit Sagan Tosu den letzten Tabellenplatz und musste somit in die zweite Liga absteigen. Nach dem Abstieg wurde sein Vertrag nicht verlängert.